# 静翁寺
静翁寺（じょうおうじ）は、神奈川県川崎市幸区にある曹洞宗の寺院。山号を福聚山。本尊は釈迦坐像、開基（創立者）は里正郷右衛門蔵人である。